# Muscolo detrusore
Il muscolo detrusore, anche chiamato detrusore vescicale è una tonaca muscolare liscia che avvolge la vescica e ha la funzione di contrarsi durante la minzione per determinare l'espulsione dell'urina. Normalmente è rilassato per permettere il riempimento della vescica. Correlati sono i muscoli dello sfintere uretrale che avvolgono l'uretra per controllare il flusso di urina.

## Disposizione e rapporti
Ha origine dalla superficie del corpo del pube e inserzione sulla prostata nell'uomo e sulla vagina nella donna.

### Innervazione
È innervato dal sistema simpatico attraverso il nervo ipogastrico che ne induce il rilassamento. Al contrario l'innervazione parasimpatica attraverso il nervo pelvico determina contrazione.

## Struttura
Le fibre del muscolo detrusore derivano, in entrambi i sessi, dalla superficie posteriore del corpo del pube (muscoli pubovescicali) e, nell'uomo, dalla parte adiacente della prostata e dalla sua capsula. Queste fibre superano in direzione approssimativamente longitudinale la superficie inferiore della vescica, raggiungono l'apice vescicale,  per poi scendere lungo il fondo dell'ampolla  vescicale e congiungersi alla prostata nell'uomo e alla parte frontale della vagina nella donna. Ai lati della vescica le fibre sono disposte obliquamente e si intersecano.